# Il campo maledetto
Il campo maledetto è un film italiano del 1918. Si tratta del primo di una serie di quattro lungometraggi tratti dal romanzo Fernanda di Carlo Dadone, una delle prime serialità cinematografiche italiane, che prende il titolo generale de Il Mistero dei Montfleury, lo stesso della prima parte del romanzo del Dadone. Il ruolo di Biribì, il monello ardito e spericolato più volte inserito dall'autore nei propri romanzi, è ricoperto da Paola Pezzaglia, non nuova all'interpretazione di personaggi maschili, anche in teatro.

## Trama
Fernanda è costretta a sposare un uomo che ricatta suo padre, il marchese di Montfleury, ma lei ama il pittore Tullio. Il coraggioso Biribì l'aiuta a fuggire il giorno stesso delle nozze. Diseredata, Fernanda vive momenti d'amore con Tullio lontano dal castello avito. Ma la marchesa Lidia trama la vendetta. Si reca nel Campo maledetto, covo di pericolosi zingari, e si accorda con la terribile tribù, di cui fa parte Robin, un gigantesco zigano, per raggiungere i suoi scopi di morte. Egli scova il rifugio dei due innamorati, ma Biribì vigila, e in una disperata fuga in carrozza tenta di mettere in salvo la marchesina. Robin però tende loro un agguato. E dal martirio di Biribì, insanguinato e glorioso, scaturirà la nuova fiamma della riscossa.